# Streatham (circonscription britannique)
Circonscription parlementaire de la Chambre des communes
La circonscription de Streatham est une circonscription électorale anglaise située dans le Grand Londres, et représentée à la Chambre des communes du Parlement britannique depuis 2010 par Chuka Umunna du Parti travailliste.

## Géographie
La circonscription comprend :
- La partie sud-ouest du borough londonien de Lambeth
- Les quartiers de Streatham Hill, Streatham Vale et Clapham Park

## Députés
Les Members of Parliament (MPs) de la circonscription sont :
| Législature                   | Années       | Député          | Député                | Parti               |
| ----------------------------- | ------------ | --------------- | --------------------- | ------------------- |
| Streatham issue de Wandsworth |              |                 |                       |                     |
| 31e                           | 1918–1922    |                 | William Lane-Mitchell | Coupon de Coalition |
| 32e                           | 1922–1923    |                 | William Lane-Mitchell | Conservateur        |
| 33e                           | 1923–1924    |                 | William Lane-Mitchell | Conservateur        |
| 34e                           | 1924–1929    |                 | William Lane-Mitchell | Conservateur        |
| 35e                           | 1929–1931    |                 | William Lane-Mitchell | Conservateur        |
| 36e                           | 1931–1935    |                 | William Lane-Mitchell | Conservateur        |
| 37e                           | 1935–1939    |                 | William Lane-Mitchell | Conservateur        |
| 37e                           | 1939-1945    | David Robertson |                       | Conservateur        |
| 38e                           | 1945–1950    | David Robertson |                       | Conservateur        |
| 39e                           | 1950–1951    | Duncan Sandys   |                       | Conservateur        |
| 40e                           | 1951–1955    | Duncan Sandys   |                       | Conservateur        |
| 41e                           | 1955–1958    | Duncan Sandys   |                       | Conservateur        |
| 42e                           | 1959–1964    | Duncan Sandys   |                       | Conservateur        |
| 43e                           | 1964–1966    | Duncan Sandys   |                       | Conservateur        |
| 44e                           | 1966–1969    | Duncan Sandys   |                       | Conservateur        |
| 45e                           | 1970–1974    | Duncan Sandys   |                       | Conservateur        |
| 46e                           | 1974–1974    | William Shelton |                       | Conservateur        |
| 47e                           | 1974–1979    | William Shelton |                       | Conservateur        |
| 48e                           | 1979–1981    | William Shelton |                       | Conservateur        |
| 49e                           | 1983–1987    | William Shelton |                       | Conservateur        |
| 50e                           | 1987–1992    | William Shelton |                       | Conservateur        |
| 51e                           | 1992–1997    |                 | Trevor Keith Hill     | Travailliste        |
| 52e                           | 1997–2001    |                 | Trevor Keith Hill     | Travailliste        |
| 53e                           | 2001–2005    |                 | Trevor Keith Hill     | Travailliste        |
| 54e                           | 2005–2010    |                 | Trevor Keith Hill     | Travailliste        |
| 55e                           | 2010–2015    | Chuka Umunna    |                       | Travailliste        |
| 56e                           | 2015–2017    | Chuka Umunna    |                       | Travailliste        |
| 57e                           | 2017–2019    | Chuka Umunna    |                       | Travailliste        |
| 57e                           | 2019         | Chuka Umunna    |                       | Change UK           |
| 57e                           | 2019         | Chuka Umunna    |                       | Libéraux-démocrates |
| 58e                           | 2019–Présent |                 | Bell Ribeiro-Addy     | Travailliste        |

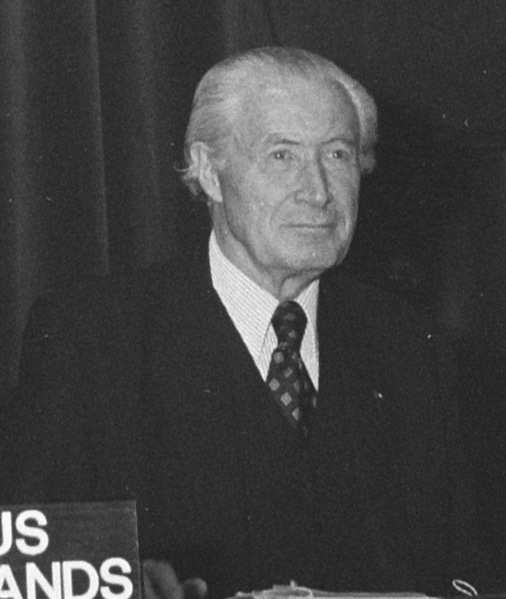
Duncan Sandys (1950-1974)
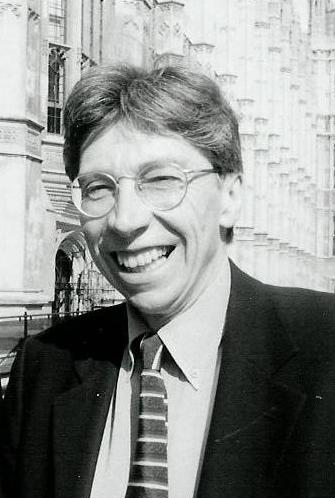
Trevor Keith Hill (1992-2010)
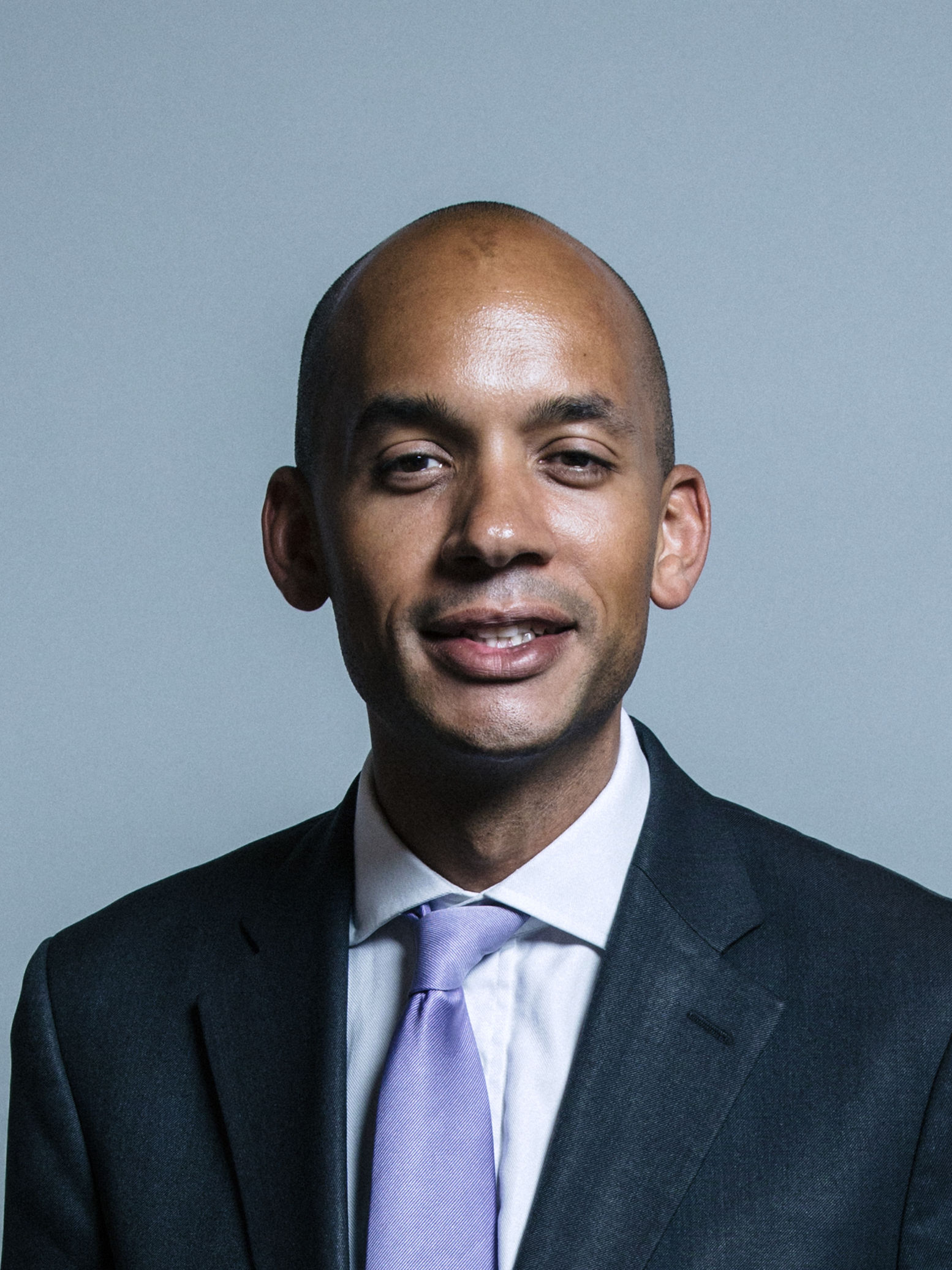
Chuka Umunna (2010-2019)

## Résultats électoraux
| Parti politique         | Parti politique         | Nom                     | Voix   | %       | ±%    | Maj.   |
| ----------------------- | ----------------------- | ----------------------- | ------ | ------- | ----- | ------ |
|                         | Travailliste            | Bell Ribeiro-Addy       | 30 976 | 54,81 % | −13,7 | 17 690 |
|                         | Libéraux-démocrates     | Helen Thompson          | 13 286 | 23,51 % | 17    |        |
|                         | Conservateur            | Rory O'Broin            | 9 060  | 16,03 % | −5,3  |        |
|                         | Vert                    | Scott Ainslie           | 2 567  | 4,54 %  | 1,5   |        |
|                         | Brexit                  | Penelope Becker         | 624    | 1,1 %   | 1,1   |        |
| Total des votes valides | Total des votes valides | Total des votes valides | 56 513 | 100 %   |       |        |
| Électeurs inscrits      | Électeurs inscrits      | Électeurs inscrits      | 84 788 |         |       |        |